# Acacia masliniana
Acacia masliniana là một loài thực vật có hoa trong họ Đậu. Loài này được R.S.Cowan miêu tả khoa học đầu tiên.